# Großbartloff

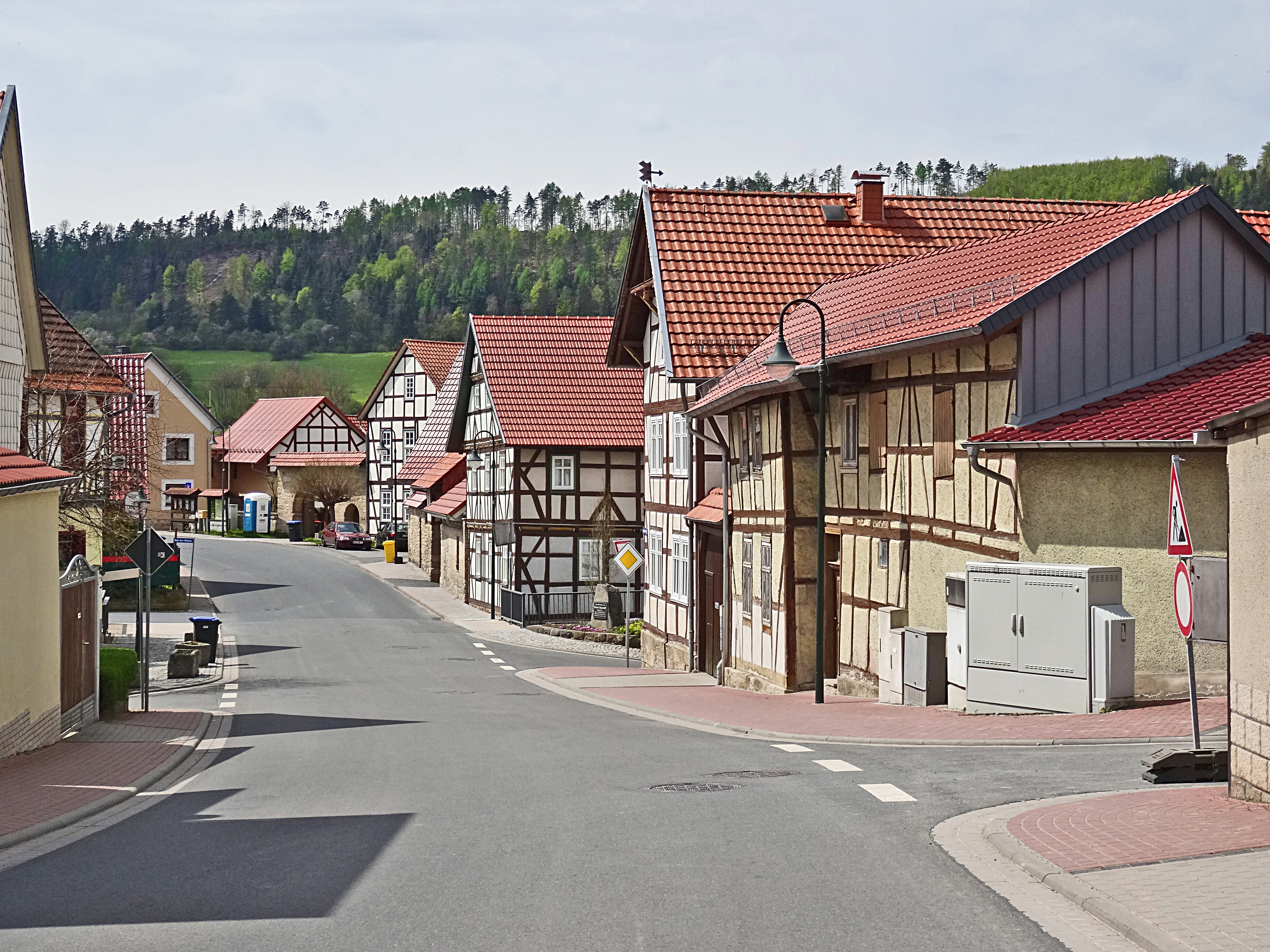
Großbartloff mit Schimberg

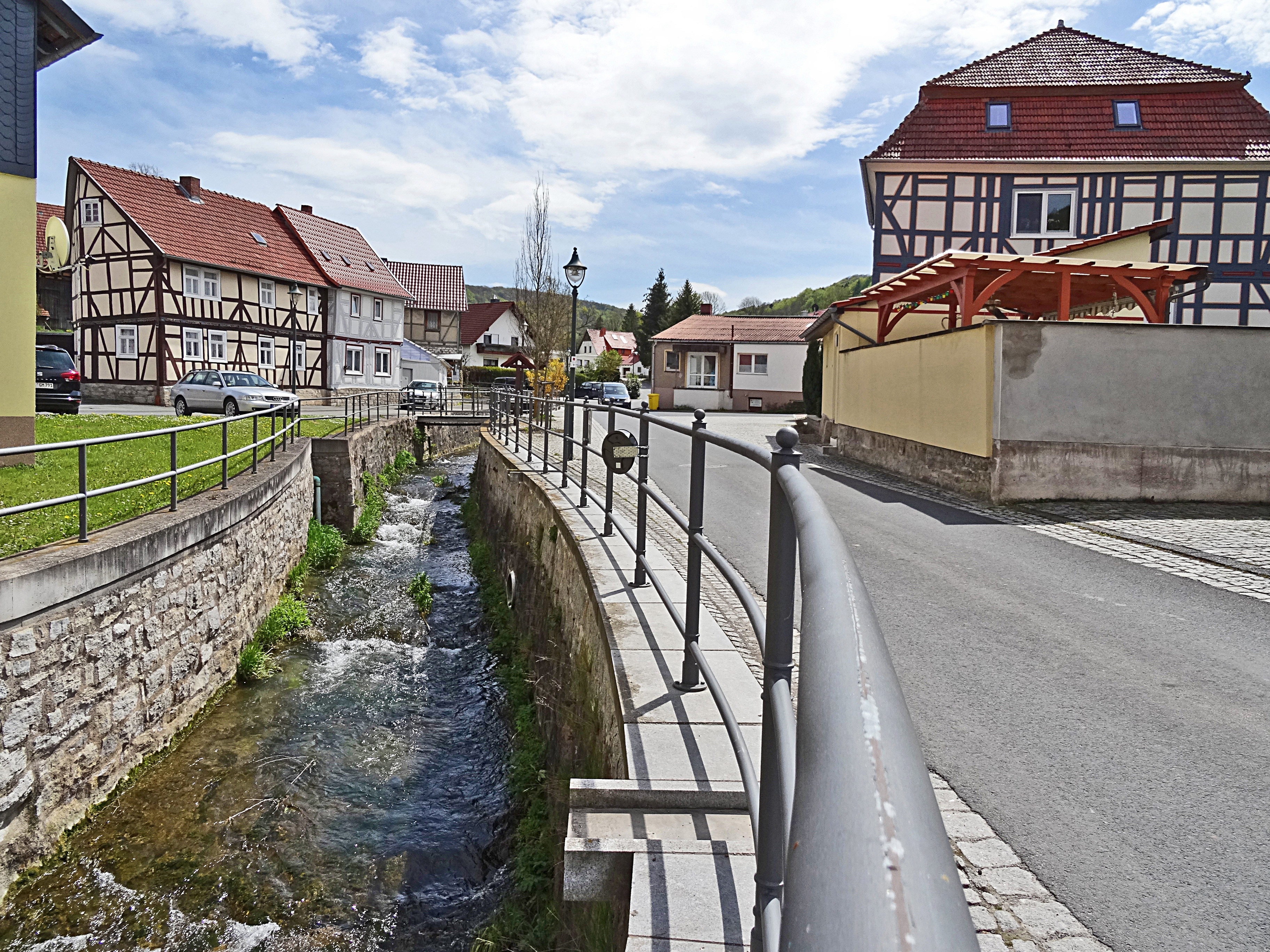
Die Lutter in Großbartloff

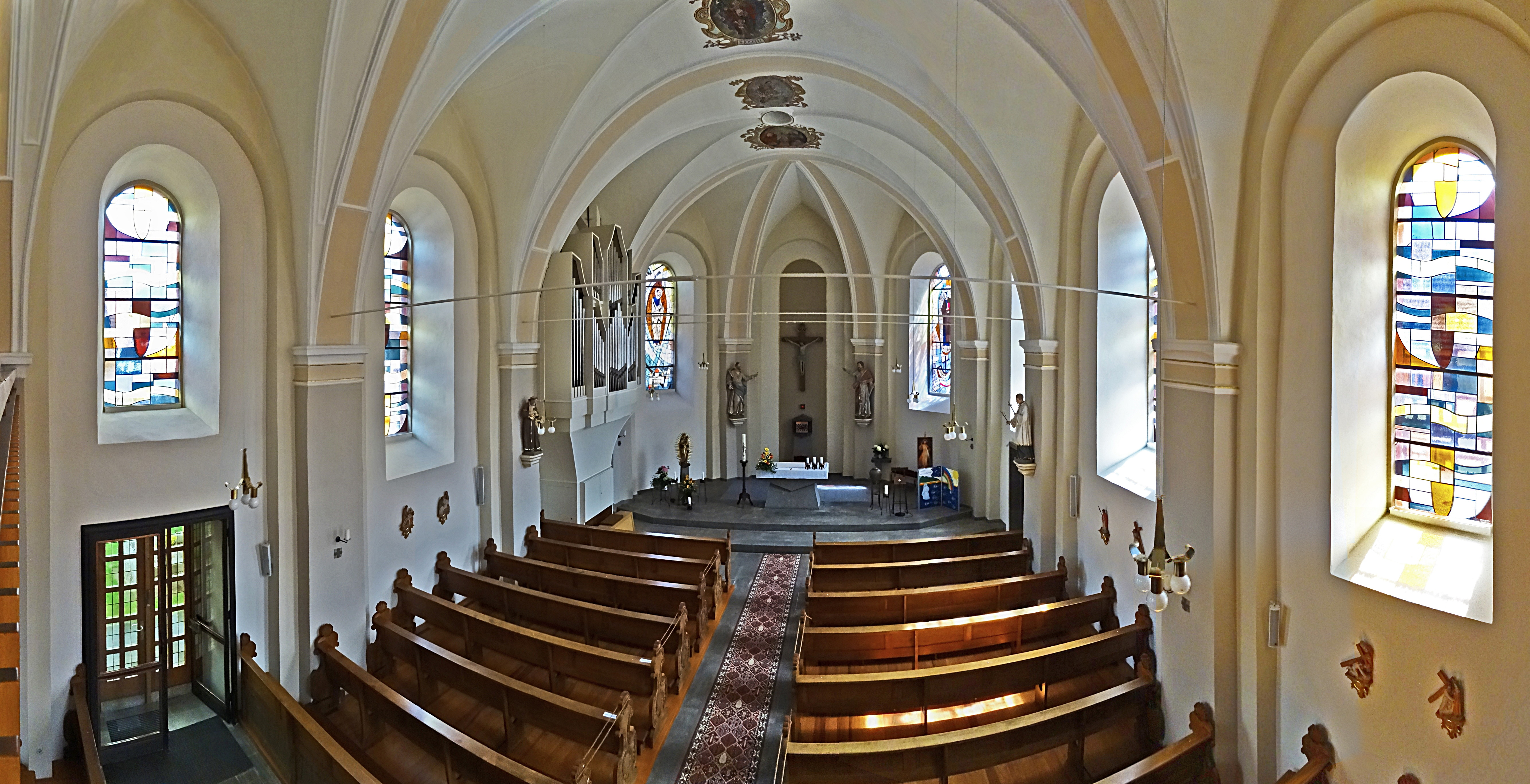
St. Peter und Paul (Großbartloff)

Großbartloff ist eine Gemeinde im thüringischen Landkreis Eichsfeld. Sie gehört zur Verwaltungsgemeinschaft Westerwald-Obereichsfeld.

## Geographische Lage
Großbartloff liegt im Obereichsfeld südlich des Höhenzugs Westerwald im Naturpark Eichsfeld-Hainich-Werratal ungefähr 15 Kilometer südlich von Heilbad Heiligenstadt. Umgeben wird die Ortslage von zahlreichen Bergen der Obereichsfelder Muschelkalkplatte, wie dem  Eichberg im Südwesten, dem Schimberg (457,1 m) im Nordwesten, dem Klusberg (443,2 m) im Norden und dem Heiligenberg (435,0 m) im Südosten. Weiter östlich in Richtung Mühlhausen liegt das Thüringer Becken. Durchflossen wird das Dorf von der Lutter, einem nördlichen Zufluss der Frieda.

## Geschichte
Großbartloff wurde 1306 erstmals urkundlich erwähnt. Bei einem Brand wurde das Dorf 1640 in den Auseinandersetzungen des Dreißigjährigen Krieges nahezu vollständig zerstört. 1690 brachte Valentin Degenhard die Raschweberei in den Ort, die sich zu einem bedeutenden Wirtschaftszweig entwickelte. 1740 wurde die heutige Kirche erbaut. Jahrhundertelang gehörte das Dorf zum Verwaltungsbereich des Kurmainzer Amtes Bischoffstein. 1802 bis 1807 wurde der Ort preußisch und kam dann zum Königreich Westphalen (Kanton Großbartloff). Ab 1815 war er Teil der preußischen Provinz Sachsen. Im Jahre 1902 erhielt Großbartloff – als erster Ort im Kreis – die erste Wasserleitung.
Im März 1945 arbeiteten sechs sowjetische Zwangsarbeiter im Ort.
Am 7. und 9. April 1945 erhielt Großbartloff US-amerikanischen Artilleriebeschuss. Die Kirche bekam drei Volltreffer, zahlreiche Wohngebäude wurden zerstört. Vier Zivilpersonen starben, darunter zwei Kinder. Am 9. April wurde der Ort dann kampflos besetzt.
Im Jahre 1949 begann der Bau der ersten neuen Schule im neuen Kreis. Sie wurde 1997 geschlossen.
Von Juli 1945 bis 1949 gehörte der Ort zur sowjetischen Besatzungszone SBZ und wurde ab 1949 Teil der DDR. Von 1961 bis zur Wende und Wiedervereinigung 1989/1990 wurde Großbartloff von der Sperrung der nahen innerdeutschen Grenze beeinträchtigt. Seit 1990 gehört der Ort zum wieder gegründeten Bundesland Thüringen. Ein Hochwasser am 23. Juli 2004 richtete schwere Sachschäden an.
Ende des 19. Jahrhunderts erhielt Großbartloff im Rahmen des Baus der Kanonenbahn einen Eisenbahnhaltepunkt. Er wurde in den 1990er Jahren stillgelegt. Im Jahre 1994 wurde der Bau der neuen Mehrzweckhalle fertiggestellt („Klusberghalle“). Sie ist eine der wenigen Hallen im Eichsfeld, welche unter Besitz und Verwaltung des Dorfes und nicht des Kreises liegt.

### Wappen
Blasonierung: „Geteilt von Rot über Silber; oben ein schwebender bedachter silberner Torbogen mit Mauer, im Torbogen ein sechsspeichiges silbernes Rad; unten je drei stilisierte schrägrechte und schräglinke grüne Wacholderblätter, belegt mit zwei und darüber einer schwarzen Wacholderbeere mit je drei dreieckigen Blütenblättern.“

### Sport
Der Sportverein Großbartloff (SVG) wurde 1922 gegründet. Er unterteilt sich in sieben Sektionen. Diese sind: Fußball, Badminton, Tischtennis, Fitness- und Gesundheitssport, Kindersport, Volleyball und Yoga. Der Verein ist der größte Verein des Ortes. Geleitet wird der Sportverein von einem siebenköpfigen Vorstand. Die Sportstätten Klusberghalle und Sportplatz werden durch die Gemeinde und durch Arbeitseinsätze der Mitglieder gepflegt. Im Bereich des Herrenfußballs besteht seit 2019 eine Spielgemeinschaft mit den Vereinen SV Germania Effelder und BSV Blau-Weiß 1922 Lengenfeld/Stein.

### Einwohnerentwicklung
Einwohnerentwicklung von Großbartloff bis 1948: 1765 (713), 1782 (791), 1802 (1104), 1831 (1089), 1846 (1319), 1854 (1238), 1871 (1108), 1910 (1035), 1925 (1113), 1933 (1328), 1948 (1575)
Entwicklung der Einwohnerzahl (31. Dezember):
| - 1994: 1035 - 1995: 1033 - 1996: 1048 - 1997: 1042 - 1998: 1027 - 1999: 1022 | - 2000: 1025 - 2001: 1012 - 2002: 1031 - 2003: 1026 - 2004: 1020 - 2005: 1005 | - 2006: 1010 - 2007: 1002 - 2008: 0980 - 2009: 0953 - 2010: 0943 - 2011: 0929 | - 2012: 932 - 2013: 923 - 2014: 932 - 2015: 935 - 2016: 910 - 2017: 903 | - 2018: 898 - 2019: 900 - 2020: 904 - 2021: 913 - 2022: 920 - 2023: 920 |

Datenquelle: Thüringer Landesamt für Statistik

### Wüstungen
In der Gemarkung von Großbartloff sind die Wüstungsorte Herrode, Luttershausen, Rottenbach und Götzenrode bekannt.

### Herrode
Südlich von Großbartloff an der Gemeindegrenze zu Geismar und Lengenfeld befand sich die Orts- und Flurwüstung von Herrode. Die genaue Ortslage ist aber nicht bekannt. Im Jahr 1358 wurde der Ort "zu deme Roichchene" bereits als Wüstung beschrieben. Vermutet wird in der Gegend auch ein Siechenhaus, das 1329 der Johanniterorden von den Grafen von Henneberg kauften. Zwischen 1577 und 1677 wurde dieses Siechenhaus nochmals erwähnt, gelegen an der alten Heerstraße. 
Im Jahr 1853 wurde unterhalb des Uhlenstein der Bauernhof Herode gebaut, der über eine Brunnenanlage  und einen Göpelschuppen verfügte. Der Hof diente auch als Ausschank.  1948/49 erhielt der Hof einen Elektroanschluss.

## Politik

### Gemeinderat
Der Gemeinderat von Großbartloff setzt sich aus acht Gemeinderatsmitgliedern zusammen. Nach der Kommunalwahl am 26. Mai 2024 ergibt sich die folgende Zusammensetzung:
- CDU: fünf Sitze
- FWG: drei Sitze

### Bürgermeister
Der ehrenamtliche Bürgermeister Winfried König (CDU) wurde am 12. Juni 2022 wiedergewählt.

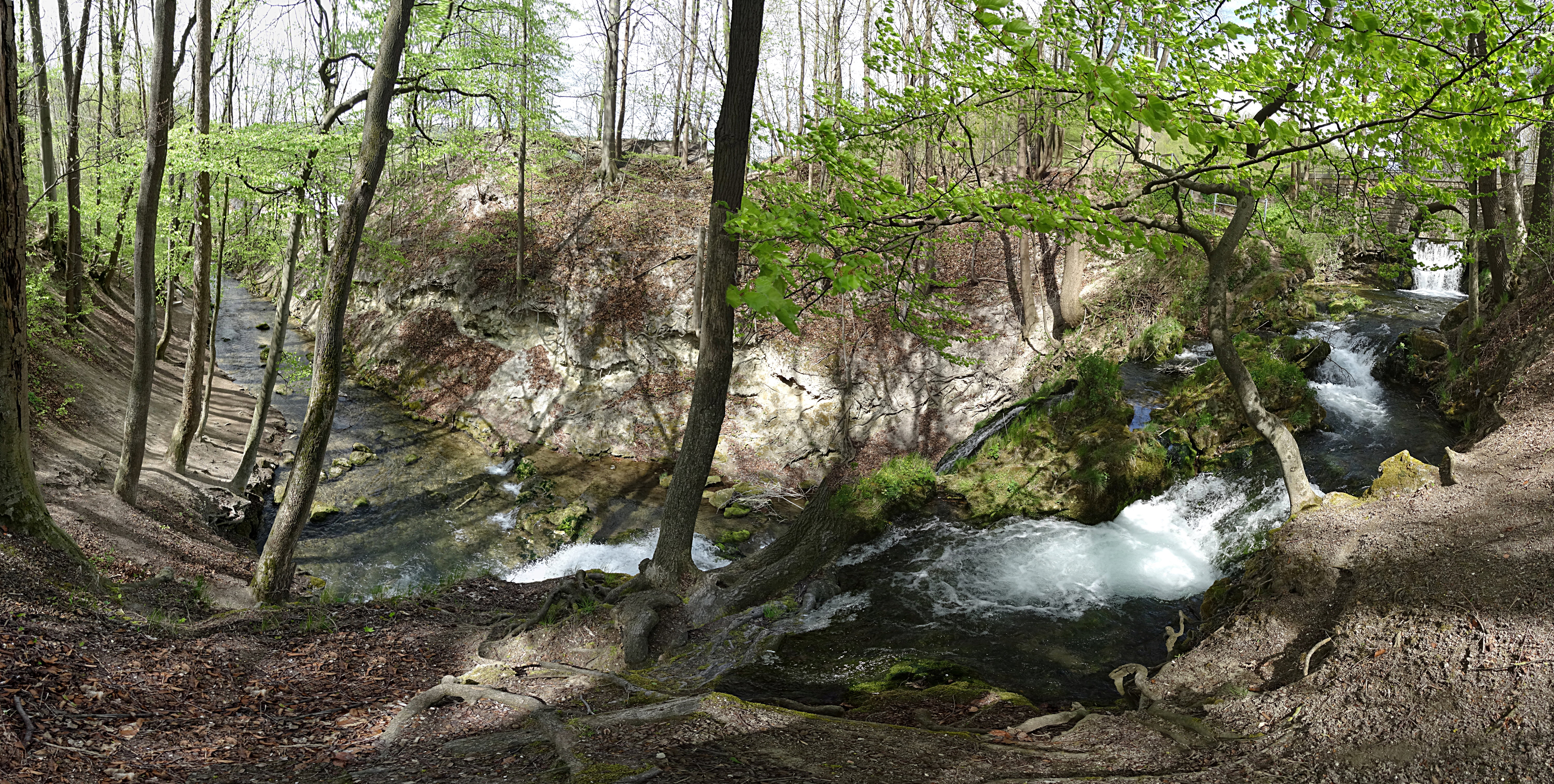
Der Lutterfall bei Großbartloff

## Sehenswürdigkeiten
Zu den Sehenswürdigkeiten Großbartloffs gehört der am Ostrand des Dorfs gelegene und etwa 10 Meter hohe Lutterwasserfall. Der historische Ortskern wurde im Juni 2018 als Denkmalensemble in das Denkmalbuch des Freistaates Thüringen eingetragen.

## Söhne und Töchter der Gemeinde
- Johann Philipp Hahn (1690–1774), Rechtswissenschaftler und Hochschullehrer